# Cattedrale di Sant’Andrea Apostolo

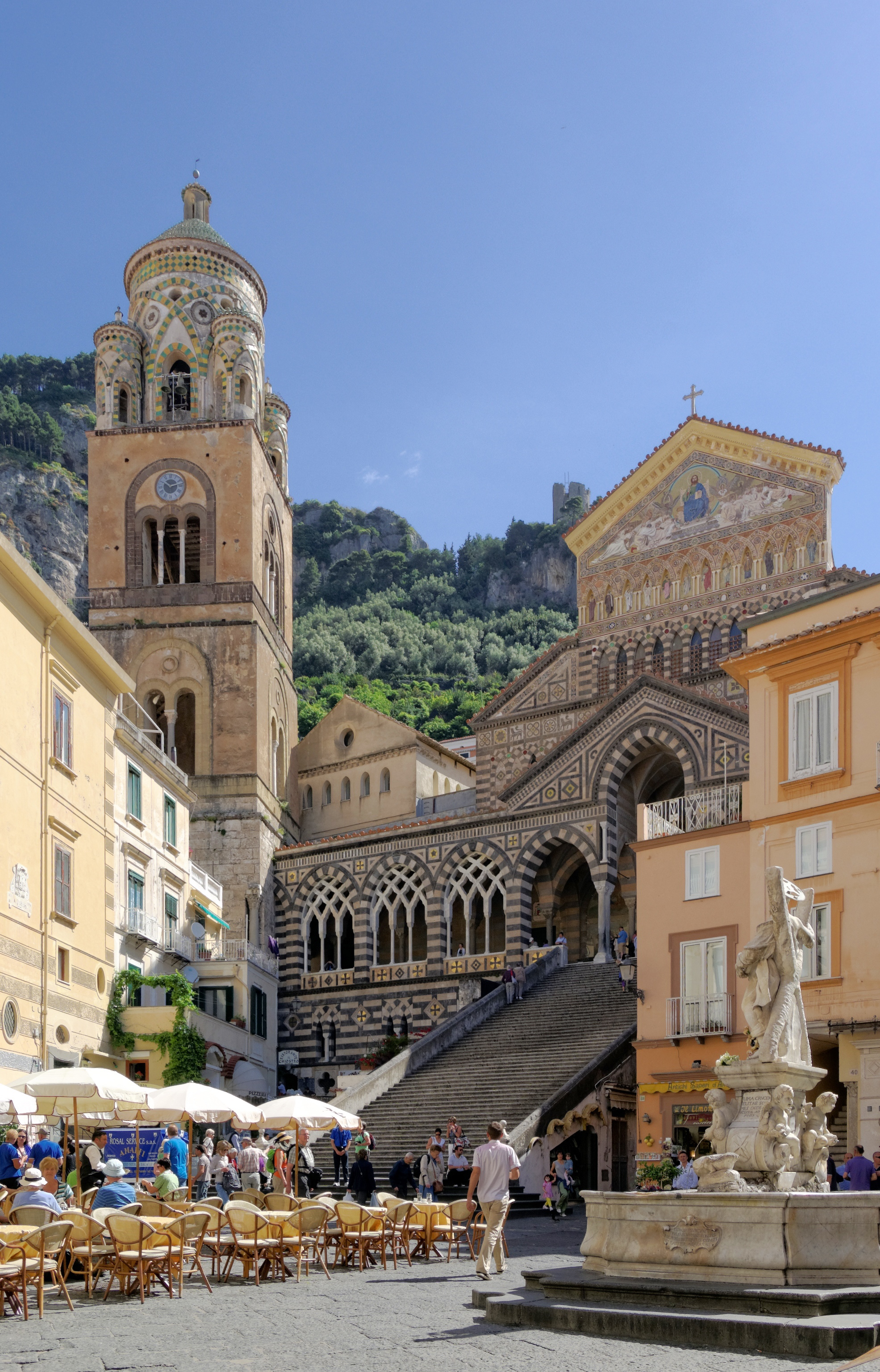
Hauptfassade an der Piazza Duomo

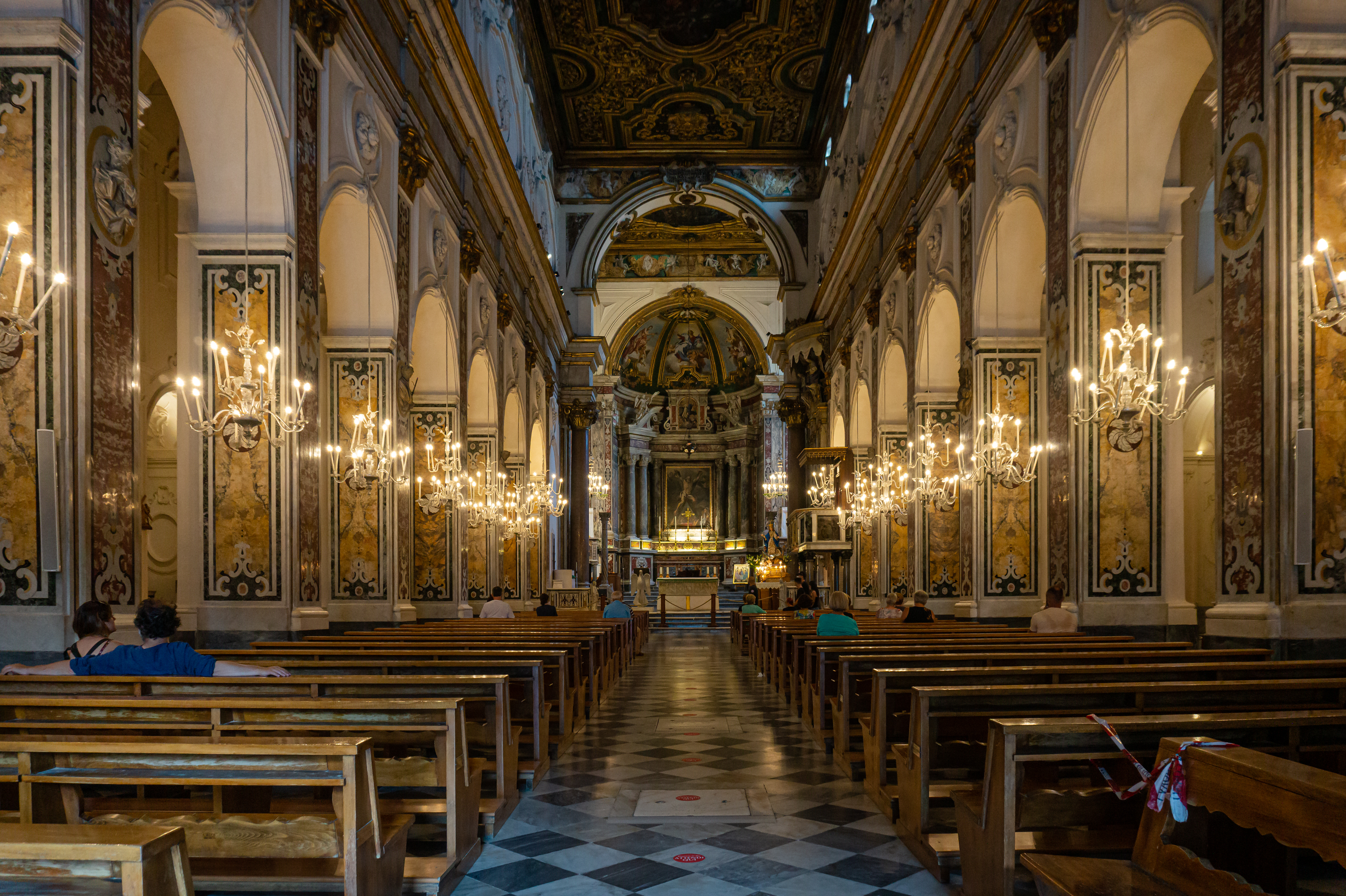
Kirchenschiff mit Chor

Die Kathedrale von Amalfi (italienisch Duomo di Sant’Andrea Apostolo, Cattedrale di Sant’Andrea) ist eine römisch-katholische Kathedrale im neomaurischen Stil in Amalfi in der  italienischen Region Kampanien. Sie gehört zum Erzbistum Amalfi-Cava de’ Tirreni und steht unter dem
Patrozinium des Apostels Andreas, der zugleich Schutzpatron von Amalfi ist.

## Geschichte
Im 9. Jahrhundert wurde das erste Kirchengebäude an dieser Stelle erbaut, es wurde mehrmals umgebaut.
Im Portal befindet sich eine Bronzetür aus dem 11. Jahrhundert aus Byzanz (vor 1061), die von Pantaleo de Maurus Comite gestiftet wurde.
Kardinal Petrus Capuanus brachte die Gebeine des heiligen Andreas von der vierten Kreuzfahrt als Beute mit; der Apostel und ältere Bruder des Petrus wurde 1208 im Dom neu beigesetzt.
Der Campanile wurde zwischen 1180 und 1276 errichtet.
Durch das angrenzende Chiostro del Paradiso (erbaut 1268) gelangt man zum Diözesanmuseum von Amalfi, wo sich die ehemalige Kruzifixbasilika befindet.